# 2009–2010-es angol labdarúgó-bajnokság (másodosztály)
A 2009–2010-es angol labdarúgó-másodosztály, más néven Championship vagy Coca-Cola Football League Championship a bajnokság 18. szezonja a megalakulása óta. 2009 augusztusában kezdődött, és 2010 májusában ér véget a feljutásért tartott play-off mérkőzésekkel. A 2009-es bajnok a Wolverhampton Wanderers lett.

## Változások a előző idényhez képest

### A Championshipből...

#### ...feljutott aPremier League-be
- Wolverhampton Wanderers
- Birmingham City
- Burnley

#### ...kiesett aLeague One-ba
- Norwich City
- Southampton
- Charlton Athletic

### A Championshipbe...

#### ...esett ki aPremier League-ből
- Newcastle United
- Middlesbrough
- West Bromwich Albion

#### ...jutott fel aLeague One-ból
- Leicester City
- Peterborough United
- Scunthorpe United

## A végeredmény
| #  | Csapat               | M  | Gy | D  | V  | Lg | Kg | Gk  | P   | Megjegyzés                          |
| -- | -------------------- | -- | -- | -- | -- | -- | -- | --- | --- | ----------------------------------- |
| 1  | Newcastle United     | 46 | 30 | 12 | 4  | 90 | 35 | +55 | 102 | Feljutás: 2010–11-es Premier League |
| 2  | West Bromwich Albion | 46 | 26 | 13 | 7  | 89 | 48 | +41 | 91  | Feljutás: 2010–11-es Premier League |
| 3  | Nottingham Forest    | 46 | 22 | 13 | 11 | 65 | 40 | +25 | 79  | Rájátszás a feljutásért             |
| 4  | Cardiff City         | 46 | 22 | 10 | 14 | 73 | 54 | +19 | 76  | Rájátszás a feljutásért             |
| 5  | Leicester City       | 46 | 21 | 13 | 12 | 61 | 45 | +16 | 76  | Rájátszás a feljutásért             |
| 6  | Blackpool            | 46 | 19 | 13 | 14 | 74 | 58 | +16 | 70  | Rájátszás a feljutásért             |
| 7  | Swansea City         | 46 | 17 | 18 | 11 | 40 | 37 | +3  | 69  |                                     |
| 8  | Sheffield United     | 46 | 17 | 14 | 15 | 62 | 55 | +7  | 65  |                                     |
| 9  | Reading              | 46 | 17 | 12 | 17 | 68 | 63 | +5  | 63  |                                     |
| 10 | Bristol City         | 46 | 15 | 18 | 13 | 56 | 65 | −9  | 63  |                                     |
| 11 | Middlesbrough        | 46 | 16 | 14 | 16 | 58 | 50 | +8  | 62  |                                     |
| 12 | Doncaster Rovers     | 46 | 15 | 15 | 16 | 59 | 58 | +1  | 60  |                                     |
| 13 | Queens Park Rangers  | 46 | 14 | 15 | 17 | 58 | 65 | −7  | 57  |                                     |
| 14 | Derby County         | 46 | 15 | 11 | 20 | 53 | 63 | −10 | 56  |                                     |
| 15 | Ipswich Town         | 46 | 12 | 20 | 14 | 50 | 61 | −11 | 56  |                                     |
| 16 | Watford              | 46 | 14 | 12 | 20 | 61 | 68 | −7  | 54  |                                     |
| 17 | Preston North End    | 46 | 13 | 15 | 18 | 58 | 73 | −15 | 54  |                                     |
| 18 | Barnsley             | 46 | 14 | 12 | 20 | 53 | 69 | −16 | 54  |                                     |
| 19 | Coventry City        | 46 | 13 | 15 | 18 | 47 | 64 | −17 | 54  |                                     |
| 20 | Scunthorpe United    | 46 | 14 | 10 | 22 | 62 | 84 | −22 | 52  |                                     |
| 21 | Crystal Palace       | 46 | 14 | 17 | 15 | 50 | 53 | −3  | 59  |                                     |
| 22 | Sheffield Wednesday  | 46 | 11 | 14 | 21 | 49 | 69 | −20 | 47  | Kiesés: 2010–11-es League One       |
| 23 | Plymouth Argyle      | 46 | 11 | 8  | 27 | 43 | 68 | −25 | 41  | Kiesés: 2010–11-es League One       |
| 24 | Peterborough United  | 46 | 8  | 10 | 28 | 46 | 80 | −34 | 34  | Kiesés: 2010–11-es League One       |

Utolsó frissítés: 2010. május 7.
Forrás: The Football League
Rendezési elv: 1. pontszám; 2. gólkülönbség; 3. lőtt gólok.
# = helyezés; M = játszott meccsek száma; Gy = győzelmek; D = döntetlenek; V = vereségek; Lg = lőtt gólok; Kg = kapott gólok; Gk = gólkülönbség; Pont = pontok; (B) = bajnok; (K) = kiesett; (F) = feljutott.

## Góllövőlista
| Helyezés | Játékos           | Csapat           | Gólok |
| -------- | ----------------- | ---------------- | ----- |
| 1        | Peter Whittingham | Cardiff City     | 15    |
| 2        | Michael Chopra    | Cardiff City     | 14    |
| 3        | Darren Ambrose    | Crystal Palace   | 12    |
| 4        | Charlie Adam      | Blackpool        | 11    |
| 4        | Matty Fryatt      | Leicester City   | 11    |
| 4        | Darius Henderson  | Sheffield United | 11    |
| 4        | Adam Johnson      | Middlesbrough    | 11    |
| 4        | Billy Sharp       | Doncaster Rovers | 11    |

## Stadionok
| Csapat               | Stadion              | Befogadóképesség |
| -------------------- | -------------------- | ---------------- |
| Newcastle United     | St James’ Park       | 52 387           |
| Sheffield Wednesday  | Hillsborough Stadion | 39 814           |
| Middlesbrough        | Riverside Stadion    | 35 100           |
| Derby County         | Pride Park Stadion   | 33 597           |
| Coventry City        | Ricoh Arena          | 32 609           |
| Sheffield United     | Bramall Lane         | 32 609           |
| Leicester City       | Walkers Stadion      | 32 500           |
| Nottingham Forest    | City Ground          | 30 602           |
| Ipswich Town         | Portman Road         | 30 311           |
| West Bromwich Albion | The Hawthorns        | 28 003           |
| Cardiff City         | Cardiff City Stadion | 26 828           |
| Crystal Palace       | Selhurst Park        | 26 309           |
| Preston North End    | Deepdale             | 24 500           |
| Reading              | Madejski Stadion     | 24 161           |
| Barnsley             | Oakwell              | 23 009           |
| Bristol City         | Ashton Gate          | 21 497           |
| Swansea City         | Liberty Stadion      | 20 532           |
| Watford              | Vicarage Road        | 19 920           |
| Plymouth Argyle      | Home Park            | 19 500           |
| Queens Park Rangers  | Loftus Road          | 19 128           |
| Peterborough United  | London Road Stadion  | 15 460           |
| Doncaster Rovers     | Keepmoat Stadion     | 15 231           |
| Blackpool            | Bloomfield Road      | 9 788            |
| Scunthorpe United    | Glanford Park        | 9 088            |